# Blompip

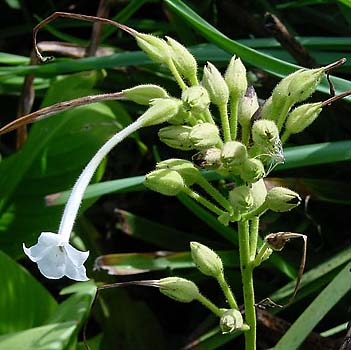
Blompip av sammanväxta kronblad hos narcisstobak (Nicotiana sylvestris)

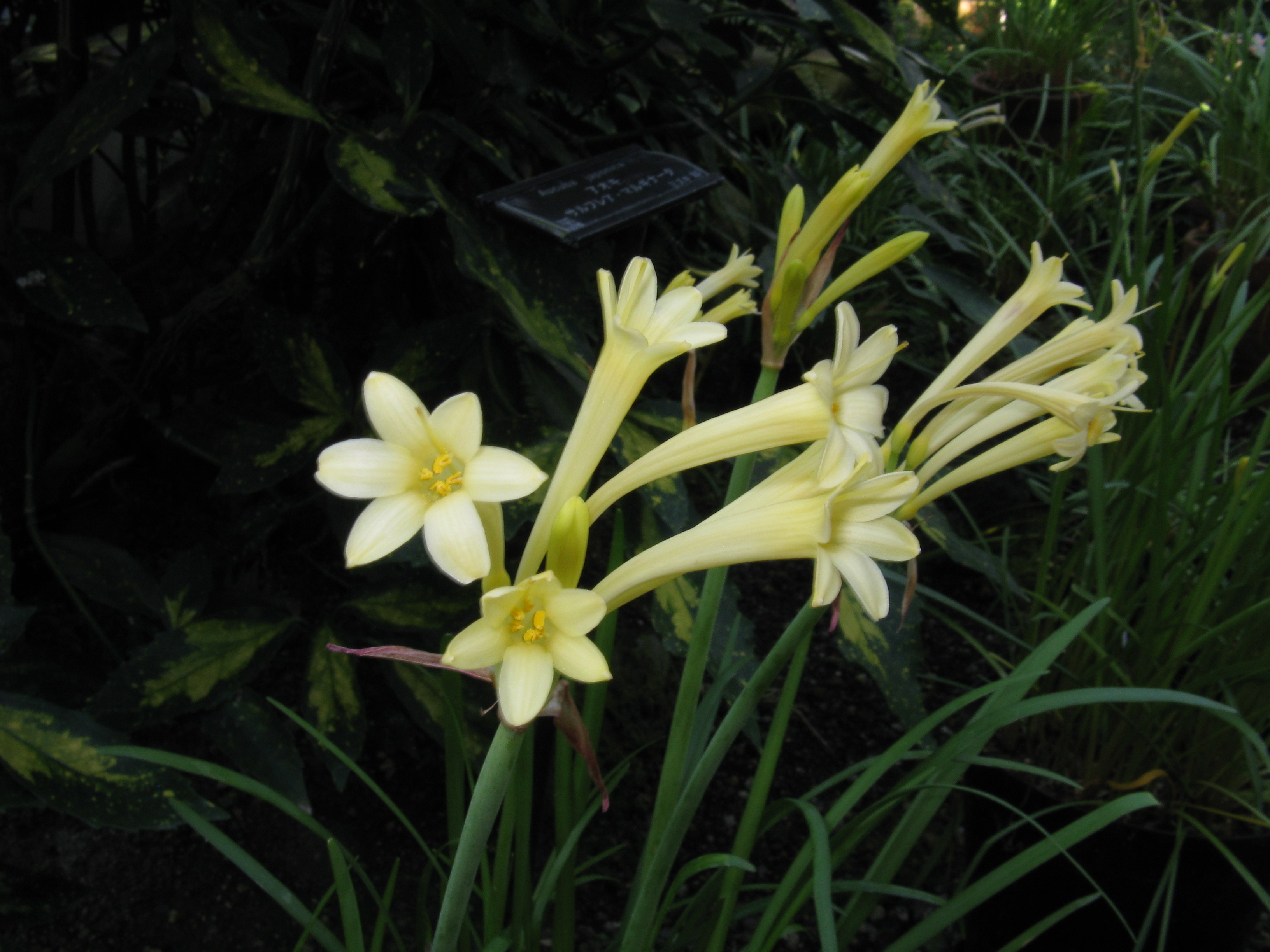
Blompip av sammanväxta hylleblad hos vit hottentottlilja (Cyrtanthus mackenii)

Blompip är en smal cylindrisk eller smalt trattformad del av en sambladig blomma. Den kan antingen bestå av sammanväxta kronblad eller av sammanväxta hylleblad. Även den rörformade delen av kaktusars blomma kallas blompip, även om dess uppbyggnad är mer komplicerad. Blompipen sitter mellan blommans bräm och fruktämnet.